# Panissières
Panissières là một xã trong tỉnh Loire miền trung nước Pháp.